# كأس الأمم الإفريقية 2012
كأس الأمم الإفريقية لكرة القدم 2012 كانت النسخة الثامنة والعشرون من كأس الأمم الإفريقية، بطولة كرة القدم الإفريقية التي ينظمها الاتحاد الإفريقي لكرة القدم (الكاف). استضافتها كل من الغابون وغينيا الاستوائية. فاز البلدين بحق استضافة المسابقة بعد التغلب على عرض نيجيري إلى جانب عرضين أخريين من دولتين استضافتاها من قبل، وهم أنغولا وليبيا. ورفضت عروض قدمت من قبل موزمبيق، ناميبيا، زيمبابوي والسنغال. لأول مرة في تاريخ الاتحاد الإفريقي لكرة القدم، تم اختيار المنظمين لثلاث بطولات متتالية في نفس الوقت؛ اختيرت أنغولا للاستضافة في 2010، الغابون وغينيا الاستوائية اختيروا لكي يستضيفوا كأس 2012 وليبيا لنسخة 2013. في حين اختيرت نيجيريا كمنظم احتياطي للحدث القاري إذا كانت إحدى الدول المختارة غير مستعدة له.

تميزت هذه البطولة لأول مرة بغياب 5 منتخبات عريقة سبق لهم التتويج باللقب مثل: مصر (حاملة اللقب وصاحبة الرقم القياسي) والكاميرون ونيجيريا وجنوب إفريقيا والجزائر.

## قائمة العروض القصيرة
وضعت خمسة بلدان على قائمة قصيرة لاستضافة البطولة بما في ذلك عرض واحد مشترك.
- أنغولا
- الغابون /  غينيا الاستوائية
- ليبيا
- نيجيريا (منظم احتياطي)

## التصفيات
تشمل التصفيات المؤهلة عشرة مجموعات تضم كل مجموعة أربعة منتخبات وواحدة خمسة منتخبات، لكن تم خفض مجموعة من بينهن إلى ثلاثة فقط بعد انسحاب موريتانيا. ستتأهل المنتخبات المتصدرة لكل مجموعة، فضلًا عن الفريق صاحب المركز الثاني من مجموعة الفرق الخمسة. يتأهل أيضًا أفضل فريقين صاحبي المركز الثاني من المجموعات الأخرى. بعد انتهاء تصفيات البطولة، سيكون قد تأهل أربعة عشر منتخب، فضلًا عن البلدين المنظمين. تقام مباريات التصفيات المؤهلة ما بين 1 يوليو 2010 و9 أكتوبر 2011.

### المنتخبات المتأهلة

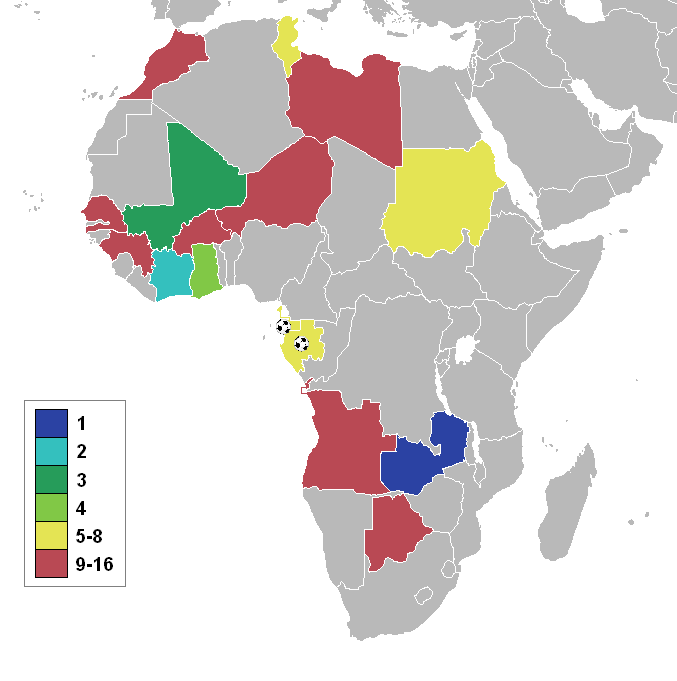
خريطة لإفريقيا تظهر المنتخبات التي تأهلت.

| البلد            | تأهل بكونه       | موعد ضمان التأهل | المشاركة في النهائيات | آخر أفضل أداء                   | تصنيف الفيفا* |
| ---------------- | ---------------- | ---------------- | --------------------- | ------------------------------- | ------------- |
| الغابون          | منظم مشترك       | 29 يوليو 2007    | الخامسة               | ربع النهائي (1996)              | 67 (15)       |
| غينيا الاستوائية | منظم مشترك       | 29 يوليو 2007    | الأولى                | المرة الأولى                    | 152 (40)      |
| مالي             | فائز المجموعة 1  | 8 أكتوبر 2011    | السابعة               | المركز الثاني (1972)            | 62 (13)       |
| غينيا            | فائز المجموعة 2  | 8 أكتوبر 2011    | العاشرة               | المركز الثاني (1976)            | 76 (17)       |
| زامبيا           | فائز المجموعة 3  | 8 أكتوبر 2011    | الخامسة عشر           | المركز الثاني (1974، 1994)      | 83 (20)       |
| المغرب           | فائز المجموعة 4  | 9 أكتوبر 2011    | الرابعة عشر           | الفائز (1976)                   | 59 (10)       |
| السنغال          | فائز المجموعة 5  | 3 سبتمبر 2011    | الثانية عشر           | المركز الثاني (2002)            | 42 (5)        |
| بوركينا فاسو     | فائز المجموعة 6  | 3 سبتمبر 2011    | الثامنة               | المركز الرابع (1998)            | 41 (4)        |
| النيجر           | فائز المجموعة 7  | 8 أكتوبر 2011    | الأولى                | المرة الأولى                    | 93 (24)       |
| ساحل العاج       | فائز المجموعة 8  | 5 يونيو 2011     | التاسعة عشر           | الفائز (1992)                   | 16 (1)        |
| غانا             | فائز المجموعة 9  | 8 أكتوبر 2011    | الثامنة عشر           | الفائز (1963، 1965، 1978، 1982) | 37 (3)        |
| أنغولا           | فائز المجموعة 10 | 8 أكتوبر 2011    | السادسة               | ربع النهائي (2008، 2010)        | 84 (21)       |
| بوتسوانا         | فائز المجموعة 11 | 26 مارس 2011     | الأولى                | المرة الأولى                    | 95 (25)       |
| تونس             | وصيف المجموعة 11 | 8 أكتوبر 2011    | الخامسة عشر           | الفائز (2004)                   | 61 (11)       |
| ليبيا            | أفضل وصيف        | 8 أكتوبر 2011    | الثالثة               | المركز الثاني (1982)            | 62 (12)       |
| السودان          | أفضل وصيف        | 9 أكتوبر 2011    | الثامنة               | الفائز (1970)                   | 103 (27)      |

## حظر المنتخبات الوطنية

### توغو
حظرت في البداية توغو من المشاركة في بطولات كأس الأمم الإفريقية لكرة القدم 2012 و2013 من قبل الاتحاد الإفريقي لكرة القدم بعد أن انسحبت من بطولة 2010 بعد هجوم قاتل على حافلة فريقهم. وبعدها توجهت توغو إلى محكمة التحكيم الرياضية. وقد رفع هذا الحظر في وقت لاحق مع تأثير فوري في 14 مايو 2010، بعد اجتماع للجنة التنفيذية للاتحاد القاري. وبذلك باستطاعة توغو اللعب في بطولات 2012 و2013.

### نيجيريا
في يوم 30 يونيو بعد خروج نيجيريا من نهائيات كأس العالم لكرة القدم 2010، عاقب الرئيس النيجيري غودلاك جوناثان الفريق بعد حملة للفقراء عن طريق فرض حظر سنتين من المنافسات الدولية. كان ذلك سيؤدي لغياب النيجريون عن مرحلة تصفيات بطولة 2012 وكأس الأمم الإفريقية لكرة القدم 2012. ومع ذلك، في 5 يوليو، أسقطت الحكومة النيجيرية الحظر بعد أن هددت الفيفا بفرض عقوبات دولية أشد قسوة نتيجة لتدخل الحكومة. ونافست نيجيريا بالفعل في التصفيات المؤهلة لنهائيات كأس أمم إفريقيا 2012 كما كان مقرراً ولكنها لم تتأهل لاحتلالها المركز الثاني في المجموعة الثانية من التصفيات والتي حسمت صدارتها غينيا.

## الملاعب
سوف تلعب مباراة افتتاح البطولة، وإحدى مباراتي نصف النهائي ومباراة المركز الثالث في غينيا الاستوائية، وستلعب المباراة الأخرى في نصف النهائي والمباراة النهائية في الغابون.
| ليبرفيل       | فرانسفيل      | باتا          | مالابو            |
| ------------- | ------------- | ------------- | ----------------- |
| ملعب دانغونج  | ملعب فرانسفيل | ملعب باتا     | ملعب نويفو مالابو |
|               |               |               |                   |
| السعة: 45,000 | السعة: 40,000 | السعة: 40,000 | السعة: 15,250     |

## حكام المباريات
الحكام التاليون تم اختيارهم لكأس الأمم الإفريقية لكرة القدم 2012.
| الحكام | الحكام المساعدين |
| --- | --- |
| محمد بنوزة جمال حيمودي نيانت أليوم نورماندييز ديسيريه دويه جهاد جريشة إيريك أوتوغو كاستاني باكاري بابا غاساما هامادا نامبياندرازا كومان كوليبالي علي المغيفري راجيندرابارساد سيتشورن بوشعيب الأحرش بادارا دياتا إيدي مايلت دانييل بينيت خالد عبد الرحمن سليم الجديدي جاني سيكازوي | عبد الحق إتشيالي جان كلود بيروموشاهو إفاريست مينكواندي يانوسا موسى ريتشارد بويندي مالونجا سونغويفولو يو أنغيسوم أوغبامريم ثيوفيل فينغا أبو بكر دومبويا ماروا رينج موفات تشامبيتي بالا ديارا بالكريشنا بوتون رضوان عشيق ديفيد شانيكا بيتر إديبي فيليسيان كاباندا جبريل كامارا جيسون دامو زاكيلي سيويلا بشير حساني |

## القرعة
أقيمت قرعة النهائيات يوم 29 أكتوبر 2011 في مالابو، غينيا الاستوائية. وشهدت القرعة وضع المنتخبات الستة عشر المتأهلة في أربعة مجموعات تضم جميعها أربعة فرق. حيث سيتأهل أفضل منتخبين من كل مجموعة إلى ربع النهائي على أن يصعد الفائزون إلى نصف النهائي وأخيراً للنهائي.
حلت الدولتين المضيفتين تلقائياً في الفئة 1 من التصنيف. في حين تم ترتيب الفرق الأربعة عشر الأخرى المتأهلة بالاعتماد على أدائهم خلال بطولات كأس الأمم الإفريقية الأخيرة الماضية، أي النسخ 2006، 2008 و2010. وتم اعتماد النظام التالي للنقاط المعتمدة للمنتخبات المتأهلة، لكل نسخة من نسخ نهائيات كأس الأمم الإفريقية الثلاثة الماضية:
| التصنيف               | النقاط الممنوحة |
| --------------------- | --------------- |
| الفائز                | 7               |
| الوصيف                | 5               |
| الخاسر بنصف النهائي   | 3               |
| الخاسر بربع النهائي   | 2               |
| الخارج من الدور الأول | 1               |

بالإضافة، تم إعطاء تقييم مرجح على النقاط في كل من النسخ الثلاث الأخيرة من بطولة كأس الأمم الإفريقية على النحو التالي:
- بطولة 2010: ستضاعف بنسبة 3 نقاط
- بطولة 2008: ستضاعف بنسبة نقطتين
- بطولة 2006: ستضاعف بنسبة نقطة 1

تم بعد ذلك توزيع المنتخبات على أربعة فئات تعتمد على الترتيب. وسوف تحتوي كل مجموعة على فريق واحد من كل فئة.
| الفئة الأولى | الفئة الثانية                                                       | الفئة الثالثة                                                              | الفئة الرابعة                                                           |
| --- | ------------------------------------------------------------------- | -------------------------------------------------------------------------- | ----------------------------------------------------------------------- |
| غينيا الاستوائية (توضع مباشرة في المركز أ1) · الغابون (توضع مباشرة في المركز ج1) · غانا (22 نقطة) · ساحل العاج (17 نقطة) | أنغولا (11 نقطة) · تونس (9 نقاط) · زامبيا (9 نقاط) · غينيا (6 نقاط) | مالي (5 نقاط) · السنغال (5 نقاط) · المغرب (3 نقاط) · بوركينا فاسو (3 نقاط) | السودان (نقطتين) · ليبيا (نقطة 1) · بوتسوانا (0 نقاط) · النيجر (0 نقاط) |

## دور المجموعات
أقيمت مباريات المجموعة الأولى والثانية في غينيا الاستوائية، في حين أقيمت مباريات المجموعة الثالثة والرابعة في الغابون.

### معايير كسر التعادل
عندما يكون فريقين أو أكثر في نهاية دورة المجموعات متسوايين في عدد النقاط، سيتم تحديد ترتيبهم حسب المعايير التالية:
1. النقاط التي كسبت في المباريات بين الفرق المعنية؛
2. فارق الأهداف في المباريات بين الفرق المعنية؛
3. عدد الأهداف المسجلة في مباريات المجموعة بين الفرق المعنية؛
4. فارق الأهداف في جميع مباريات المجموعة؛
5. عدد الأهداف المسجلة في جميع مباريات المجموعة؛
6. نظام اللعب النظيف يأخذ بعين الاعتبار عدد البطاقات الصفراء والحمراء؛
7. سحب القرعة من قبل اللجنة المنظمة؛

| مفاتيح الألوان في جدول الترتيب                |
| --------------------------------------------- |
| أفضل فريقين من كل مجموعة يتأهلون لربع النهائي |

جميع الأوقات حسب توقيت غرب إفريقيا (ت ع م+01:00).

### المجموعة الأولى
| الفريق           | نقاط | فرق | عليه | له | خ | ت | ف | لعب |
| ---------------- | ---- | --- | ---- | -- | - | - | - | --- |
| زامبيا           | 7    | 2+  | 3    | 5  | 0 | 1 | 2 | 3   |
| غينيا الاستوائية | 6    | 1+  | 2    | 3  | 1 | 0 | 2 | 3   |
| ليبيا            | 4    | 0   | 4    | 4  | 1 | 1 | 1 | 3   |
| السنغال          | 0    | 3−  | 6    | 3  | 3 | 0 | 0 | 3   |

| غينيا الاستوائية | 1 - 0 | ليبيا |
| ---------------- | ----- | ----- |
| بالبوا 86'       | تقرير |       |

| السنغال  | 1 - 2 | زامبيا                  |
| -------- | ----- | ----------------------- |
| ندوي 74' | تقرير | مايوكا 12' · كالابا 20' |

| ليبيا       | 2 – 2 | زامبيا                      |
| ----------- | ----- | --------------------------- |
| سعد 5'، 48' | تقرير | مايوكا 29' · ك. كاتونغو 54' |

المباراة كانت من المقرر أن تنطلق عند 17:00 لكن تأجلت بسبب الأمطار الغزيرة
| غينيا الاستوائية       | 2 – 1 | السنغال |
| ---------------------- | ----- | ------- |
| راندي 62' · كيلي 90+4' | تقرير | سو 89'  |

| غينيا الاستوائية | 0 – 1 | زامبيا         |
| ---------------- | ----- | -------------- |
|                  | تقرير | ك. كاتونغو 68' |

| ليبيا            | 2 – 1 | السنغال      |
| ---------------- | ----- | ------------ |
| البوسيفي 5'، 84' | تقرير | د. ندايي 11' |

### المجموعة الثانية
| الفريق       | نقاط | فرق | عليه | له | خ | ت | ف | لعب |
| ------------ | ---- | --- | ---- | -- | - | - | - | --- |
| ساحل العاج   | 9    | 5+  | 0    | 5  | 0 | 0 | 3 | 3   |
| السودان      | 4    | 1+  | 3    | 4  | 1 | 1 | 1 | 3   |
| أنغولا       | 4    | 1−  | 5    | 4  | 1 | 1 | 1 | 3   |
| بوركينا فاسو | 0    | 5−  | 6    | 1  | 3 | 0 | 0 | 3   |

| ساحل العاج | 1 – 0 | السودان |
| ---------- | ----- | ------- |
| دروغبا 39' | تقرير |         |

| بوركينا فاسو | 1 – 2 | أنغولا                   |
| ------------ | ----- | ------------------------ |
| تراوري 57'   | تقرير | ماتيوس 47' · مانوتشو 68' |

| السودان      | 2 – 2 | أنغولا                 |
| ------------ | ----- | ---------------------- |
| بشة 33'، 74' | تقرير | مانوتشو 5'، 50' (ركل.) |

| ساحل العاج                      | 2 – 0 | بوركينا فاسو |
| ------------------------------- | ----- | ------------ |
| كالو 16' · ب. كوني 82' (بالخطأ) | تقرير |              |

| السودان         | 2 – 0 | بوركينا فاسو |
| --------------- | ----- | ------------ |
| الطاهر 33'، 80' | تقرير |              |

| ساحل العاج           | 2 – 0 | أنغولا |
| -------------------- | ----- | ------ |
| إيبوي 33' · بوني 65' | تقرير |        |

### المجموعة الثالثة
| الفريق  | نقاط | فرق | عليه | له | خ | ت | ف | لعب |
| ------- | ---- | --- | ---- | -- | - | - | - | --- |
| الغابون | 9    | 4+  | 2    | 6  | 0 | 0 | 3 | 3   |
| تونس    | 6    | 1+  | 3    | 4  | 1 | 0 | 2 | 3   |
| المغرب  | 3    | 1−  | 5    | 4  | 2 | 0 | 1 | 3   |
| النيجر  | 0    | 4−  | 5    | 1  | 3 | 0 | 0 | 3   |

| الغابون                    | 2 – 0 | النيجر |
| -------------------------- | ----- | ------ |
| أوباميانج 30' · نغويما 45' | تقرير |        |

| المغرب   | 1 – 2 | تونس                      |
| -------- | ----- | ------------------------- |
| خرجة 86' | تقرير | القربي 34' · المساكني 75' |

| النيجر   | 1 – 2 | تونس                   |
| -------- | ----- | ---------------------- |
| نغونو 9' | تقرير | المساكني 4' · جمعة 90' |

| الغابون                                      | 3 – 2 | المغرب                 |
| -------------------------------------------- | ----- | ---------------------- |
| أوباميانج 77' · كوزين 79' · مبانانغويي 90+7' | تقرير | خرجة 25'، 90+1' (ركل.) |

| الغابون       | 1 – 0 | تونس |
| ------------- | ----- | ---- |
| أوباميانج 62' | تقرير |      |

| النيجر | 0 – 1 | المغرب     |
| ------ | ----- | ---------- |
|        | تقرير | بلهندة 79' |

### المجموعة الرابعة
| الفريق   | نقاط | فرق | عليه | له | خ | ت | ف | لعب |
| -------- | ---- | --- | ---- | -- | - | - | - | --- |
| غانا     | 7    | 3+  | 1    | 4  | 0 | 1 | 2 | 3   |
| مالي     | 6    | 0   | 3    | 3  | 1 | 0 | 2 | 3   |
| غينيا    | 4    | 4+  | 3    | 7  | 1 | 1 | 1 | 3   |
| بوتسوانا | 0    | 7−  | 9    | 2  | 3 | 0 | 0 | 3   |

| غانا       | 1 – 0 | بوتسوانا |
| ---------- | ----- | -------- |
| مينساه 25' | تقرير |          |

| مالي       | 1 – 0 | غينيا |
| ---------- | ----- | ----- |
| تراوري 30' | تقرير |       |

| بوتسوانا             | 1 – 6 | غينيا                                                                     |
| -------------------- | ----- | ------------------------------------------------------------------------- |
| سيلولواني 23' (ركل.) | تقرير | س. ديالو 15'، 27' · ع. كامارا 42' · تراوري 45+3' · م. باه 84' · سوماه 86' |

| غانا                   | 2 – 0 | مالي |
| ---------------------- | ----- | ---- |
| جيان 63' · أ. أيوو 76' | تقرير |      |

| بوتسوانا  | 1 – 2 | مالي                        |
| --------- | ----- | --------------------------- |
| نغيلي 51' | تقرير | غارا ديمبيلي 57' · كيتا 75' |

| غانا              | 1 – 1 | غينيا           |
| ----------------- | ----- | --------------- |
| أغييمانغ بادو 28' | تقرير | ع. كامارا 45+2' |

## دور خروج المغلوب
|  | ربع النهائي         | ربع النهائي        |                     |       | نصف النهائي   | نصف النهائي   |  |  | النهائي            | النهائي |
|  |                     |                    |                     |       |               |               |  |  |                    |         |
|  | 4 فبراير – باتا     |                    |                     |       |               |               |  |  |                    |         |
|  |                     |                    |                     |       |               |               |  |  |                    |         |
|  | زامبيا              | 3                  |                     |       |               |               |  |  |                    |         |
|  | زامبيا              | 3                  | 8 فبراير – باتا     |       |               |               |  |  |                    |         |
|  | السودان             | 0                  |                     |       |               |               |  |  |                    |         |
|  | السودان             | 0                  | زامبيا              | 1     |               |               |  |  |                    |         |
|  | 5 فبراير – فرانسفيل |                    | زامبيا              | 1     |               |               |  |  |                    |         |
|  |                     | غانا               | 0                   |       |               |               |  |  |                    |         |
|  | غانا (ب.و.إ)        | غانا               | 0                   | 2     |               |               |  |  |                    |         |
|  | غانا (ب.و.إ)        |                    | 12 فبراير – ليبرفيل | 2     |               |               |  |  |                    |         |
|  | تونس                | 1                  |                     |       |               |               |  |  |                    |         |
|  | تونس                | 1                  | زامبيا (ر)          | 0 (8) |               |               |  |  |                    |         |
|  | 5 فبراير – ليبرفيل  |                    | زامبيا (ر)          | 0 (8) |               |               |  |  |                    |         |
|  |                     | ساحل العاج         | 0 (7)               |       |               |               |  |  |                    |         |
|  | الغابون             | ساحل العاج         | 0 (7)               | 1 (4) |               |               |  |  |                    |         |
|  | الغابون             | 8 فبراير – ليبرفيل |                     | 1 (4) |               |               |  |  |                    |         |
|  | مالي (ر)            | 1 (5)              |                     |       |               |               |  |  |                    |         |
|  | مالي (ر)            | 1 (5)              | مالي                | 0     | المركز الثالث | المركز الثالث |  |  |                    |         |
|  | 4 فبراير – مالابو   |                    | مالي                | 0     | المركز الثالث | المركز الثالث |  |  |                    |         |
|  |                     | ساحل العاج         | 1                   |       |               |               |  |  |                    |         |
|  | ساحل العاج          | ساحل العاج         | 1                   | 3     | غانا          | 0             |  |  |                    |         |
|  | ساحل العاج          |                    |                     | 3     | غانا          | 0             |  |  |                    |         |
|  | غينيا الاستوائية    | 0                  |                     | مالي  | 2             |               |  |  |                    |         |
|  | غينيا الاستوائية    | 0                  |                     |       | 2             |               |  |  |                    |         |
|  |                     |                    |                     |       |               |               |  |  | 11 فبراير – مالابو |         |
|  |                     |                    |                     |       |               |               |  |  |                    |         |

### ربع النهائي
| زامبيا                                 | 3– 0  | السودان |
| -------------------------------------- | ----- | ------- |
| سونزو 15' · كاتونغو 66' · تشامانغا 86' | تقرير |         |

| ساحل العاج                  | 3 – 0 | غينيا الاستوائية |
| --------------------------- | ----- | ---------------- |
| دروغبا 36'، 70' · توريه 82' | تقرير |                  |

| الغابون     | 1 – 1 | مالي        |
| ----------- | ----- | ----------- |
| مولونغي 55' | تقرير | دياباتي 84' |

| غانا                          | 2 – 1 (ب.و.إ) | تونس      |
| ----------------------------- | ------------- | --------- |
| جون مينساه 10' · أ. أيوو 101' | تقرير         | خليفة 42' |

### نصف النهائي
| زامبيا     | 1 – 0 | غانا |
| ---------- | ----- | ---- |
| مايوكا 78' | تقرير |      |

| مالي | 0 – 1 | ساحل العاج   |
| ---- | ----- | ------------ |
|      | تقرير | غيرفينهو 45' |

### مباراة المركز الثالث
| غانا | 0 – 2 | مالي             |
| ---- | ----- | ---------------- |
|      | تقرير | دياباتي 23'، 80' |

### النهائي
| ساحل العاج | 0 – 0 (ب.و.إ) | زامبيا |
| ---------- | ------------- | ------ |
|            | تقرير         |        |

| بطل كأس الأمم الأفريقية لكرة القدم 2012 |
| --------------------------------------- |
| · زامبيا · للمرة الأولى                 |

## الهدافين
3 أهداف
| - مانوتشو - ديدييه دروغبا - بيير إيميريك أوباميانج | - شيخ دياباتي - حسين خرجة | - كريستوفر كاتونغو - إيمانويل مايوكا |

هدفين
| - أندري أيوو - جون مينساه - عبدول كامارا | - ساديو ديالو - إيهاب البوسيفي - أحمد سعد عثمان | - محمد أحمد بشير - مدثر الطاهر - يوسف المساكني |

هدف واحد
| - ماتيوس - موغاكولودي نغيلي - ديبسي سيلولواني - موموني داغانو - ألان تراوري - ويلفريد بوني - إيمانويل إيبوي - سالومون كالو - غيرفينهو - يايا توريه - خافيير بالبوا - كيلي - راندي | - دانييل كوزين - برونو مبانانغويي زيتا - إريك مولونغي - ستيفان نغويما - إيمانويل أغييمانغ بادو - أسامواه جيان - محمدو باه - نابي سوماه - إبراهيما تراوري - غارا ديمبيلي - سيدو كيتا - باكاي تراوري | - يونس بلهندة - ويليام نغونو - ديمي ندايي - دام ندوي - موسى سو - خالد القربي - صابر خليفة - عصام جمعة - جيمس تشامانغا - رينفورد كالابا - ستوفيرا سونزو |

هدف بالخطأ
- باكاري كوني (لصالح ساحل العاج)

### الترتيب النهائي
| مركز                  | فريق             | المجموعة | لعب | ف | ت | خ | نقاط | أ.له | أ.ع | ف.أ |
| --------------------- | ---------------- | -------- | --- | - | - | - | ---- | ---- | --- | --- |
| 1                     | زامبيا           | الأولى   | 6   | 5 | 1 | 0 | 16   | 9    | 3   | +6  |
| 2                     | ساحل العاج       | الثانية  | 6   | 5 | 1 | 0 | 16   | 9    | 0   | +9  |
| 3                     | مالي             | الرابعة  | 6   | 3 | 1 | 2 | 10   | 6    | 5   | +1  |
| 4                     | غانا             | الرابعة  | 6   | 3 | 1 | 2 | 10   | 6    | 5   | +1  |
| خروج من دور الأربعة   |                  |          |     |   |   |   |      |      |     |     |
| 5                     | الغابون          | الثالثة  | 4   | 3 | 1 | 0 | 10   | 7    | 3   | +4  |
| 6                     | تونس             | الثالثة  | 4   | 2 | 0 | 2 | 6    | 5    | 5   | 0   |
| 7                     | غينيا الاستوائية | الأولى   | 4   | 2 | 0 | 2 | 6    | 3    | 5   | -2  |
| 8                     | السودان          | الثانية  | 4   | 1 | 1 | 2 | 4    | 4    | 7   | -3  |
| خروج من دور المجموعات |                  |          |     |   |   |   |      |      |     |     |
| 9                     | غينيا            | الرابعة  | 3   | 1 | 1 | 1 | 4    | 7    | 3   | +4  |
| 10                    | ليبيا            | الثانية  | 3   | 1 | 1 | 1 | 4    | 4    | 4   | 0   |
| 11                    | أنغولا           | الثالثة  | 3   | 1 | 1 | 1 | 4    | 4    | 5   | -1  |
| 12                    | المغرب           | الأولى   | 3   | 1 | 0 | 2 | 3    | 4    | 5   | -1  |
| 13                    | السنغال          | الأولى   | 3   | 0 | 0 | 3 | 0    | 3    | 6   | -3  |
| 14                    | بوركينا فاسو     | الثانية  | 3   | 0 | 0 | 3 | 0    | 2    | 6   | -4  |
| 15                    | النيجر           | الثالثة  | 3   | 0 | 0 | 3 | 0    | 1    | 5   | -4  |
| 16                    | بوتسوانا         | الرابعة  | 3   | 0 | 0 | 3 | 0    | 2    | 9   | -7  |

## التميمة
أسدل الستار عن تميمة نهائيات كأس الأمم الإفريقية 2012 يوم 16 سبتمبر 2011 في حفل أقيم في ليبرفيل، الغابون. واسم التعويذة هو غاغوي، وهو على شكل غوريلا ويرمز لألوان المنتخبين الوطنيين الغابون وغينيا الاستوائية.

## روابط خارجية
- كأس الأمم الأفريقية لكرة القدم على موقع الاتحاد الأفريقي لكرة القدم